# Graham Medley
Graham Francis Hassell Medley (né en 1961) est professeur de modélisation des maladies infectieuses à la London School of Hygiene and Tropical Medicine (LSHTM) et directeur du Center for the Mathematical Modeling of Infectious Diseases,.

## Biographie
Medley fait ses études au Churcher's College et à l'Université d'York.
Les recherches de Medley sont centrées sur la dynamique de transmission des maladies infectieuses, et il publie à ce sujet pour une gamme d'agents pathogènes et d'hôtes différents. Il s'intéresse particulièrement à l'application de modèles mathématiques à l'élaboration de politiques, en particulier l'interaction de la transmission des maladies avec les processus sociétaux et politiques.
Il est l'un des 23 participants du Groupe consultatif scientifique pour les urgences (Sage), qui conseille le gouvernement du Royaume-Uni sur la Pandémie de Covid-19, et est président du sous-comité de modélisation SPI-M. Il siège également au groupe d'experts de l'Infected Blood Inquiry du Royaume-Uni, créé pour enquêter sur l'utilisation du sang (et des produits sanguins) infectés dans le traitement, en particulier depuis 1970 .
Depuis 2014, il est membre du comité scientifique des éditeurs réviseurs.
Medley est nommé Officier de l'Ordre de l'Empire britannique (OBE) dans les honneurs d'anniversaire 2020 pour ses services à la réponse COVID-19.